# Launch-entry Suit

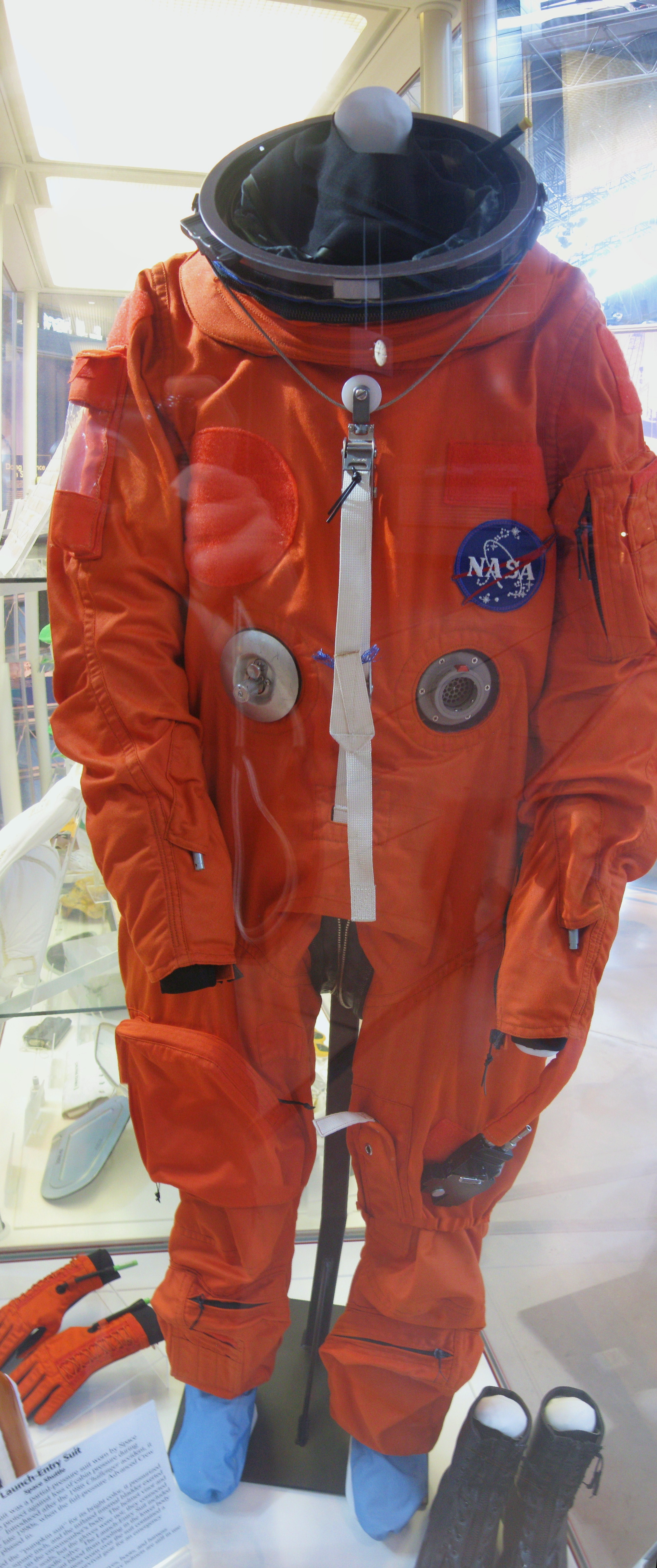
Der Launch-Entry Suit

Der Launch-Entry Suit (LES) (deutsch etwa: Start- und Wiedereintrittsanzug) war ein Raumanzug, den die NASA nach der Challenger-Katastrophe von 1988 bis 1996 einsetzte. Der Anzug konnte die Astronauten bis in einer Höhe von ca. 30 km bei einem Notfall schützen und bot außerdem einen Schutz im Wasser bis zu einer Temperatur von 5 °C. Das Gewicht betrug etwa 11 kg.

## Hintergründe zur Entwicklung des Anzugs
Nachdem bei den ersten Erprobungsflügen des Space Shuttles (STS-1 bis STS-4) noch spezielle Rettungsanzüge (Shuttle Ejection Escape Suits) getragen wurden und das Shuttle mit einem Schleudersitz ausgestattet war, begann die NASA mit STS-5 die Astronauten nur noch mit einem leicht zu tragenden Anzug auszustatten, der im Notfall keinen besonderen Schutz bieten konnte. Nach der Challenger-Katastrophe wurde dann wieder mehr Wert auf die Sicherheit der Astronauten in größeren Höhen gelegt, der Kompromiss war ein leichter Anzug, der für die erste Start- und späte Landephase geeignet war.
Der Anzug war eine Modifikation des Modells S1031 der U.S. Air Force und wog 13,6 kg. Er bekam die Bezeichnung S1032. Ausgestattet war er mit einer Auftriebshilfe für Notwasserungen, einem Lebenserhaltungssystem und einem Fallschirm, die zusammen nochmals 29 kg wogen. Im Normalfall war der Anzug an die Lebenserhaltungssysteme der Shuttles angeschlossen und konnte im Notfall 10 Minuten autonom arbeiten. Es wurden insgesamt 49 Anzüge hergestellt.

## Einsatz im Space-Shuttle-Programm
Der LES wurde ab der Mission STS-26 verwendet und ab 1994 schrittweise durch den Advanced Crew Escape Suit ersetzt. Zu einem Notfall kam es während des Einsatzes des LES nicht.